# Sergio Ortega
Sergio Ortega Alvarado (Antofagasta, 2 febbraio 1938 – Parigi, 15 settembre 2003) è stato un compositore e pianista cileno.

## Biografia
Studiò con Gustavo Becerra al Conservatorio Nazionale dell'Università del Cile. Dopo la laurea lavorò all'Instituto de Extensión Musical e al Teatro Universitario Antonio Varas.
Militante del Partito Comunista del Cile, compose il tema elettorale del Presidente Salvador Allende (Venceremos) e l'inno mondiale della resistenza popolare, El pueblo unido jamás será vencido, scritto insieme ai Quilapayún. Inoltre, fu autore degli inni del Partito Radicale del Cile, delle Juventudes Comunistas e della Central Única de Trabajadores. Musicò poi insieme a Luis Advis il programma politico di Allende (nell'album Canto al programa degli Inti-Illimani, con testi di Julio Rojas).
Ortega ebbe grande rilievo nell'ambito del movimento della Nueva Canción Chilena, di cui compose alcune delle opere principali. Nella sua produzione si trovano poesie, cantate, opere teatrali, canzoni e colonne sonore. Tra i suoi lavori più noti ci sono le canzoni El monte y el río (testo di Nicolás Guillén) e Les deux mères, oltre a una trilogia sulla Rivoluzione francese.
Scrisse anche varie musiche per il teatro, e una delle sue ultime composizioni fu un'opera basata sul poema epico di Pablo Neruda, Fulgor y muerte de Joaquín Murieta. Inoltre collaborò con Gustavo Becerra a una versione musicale del Canto general di Neruda, che fu interpretata nel 1970 dal gruppo Aparcoa. Sempre di Neruda, nel 1978 Ortega musicò il Bernando O'Higgins Riquelme. Lavorò poi con il figlio maggiore Chanaral ad una versione operistica del Pedro Páramo, romanzo dello scrittore messicano Juan Rulfo.
Nel 1969 divenne professore del Conservatorio Nazionale. Un anno dopo assunse l'incarico di direttore artistico della televisione dell'Università, Canal 9. Nel 1973, dopo il Golpe di Pinochet, si recò in esilio in Francia. Nel 1977 Ortega visitò l'URSS, partecipò al festival "Garòfano rosso". Dieci anni più tardi ottenne la possibilità di rientrare in Cile, dove si recò varie volte pur continuando ad abitare nel Paese transalpino. Durante l'esilio, Ortega diresse l'Ecole Nationale de Musique a Pantin. Nelle sue lezioni e classi di maestro di composizione partecipavano:  Gustavo Baez, Mirtru Escalona-Mijares, Christine Groult, Adolfo Kaplan, Sergey Kutanin, Arthur Lavilla, Clem Mounkala, Chanaral Ortega-Miranda, Fabio Badalamenti, Martin Pavlovsky, Claire-Melanie Sinnhuber e altri.
Morì di cancro a 65 anni il 15 settembre 2003, quattro giorni dopo il trentesimo anniversario del Golpe, e i suoi resti furono riportati in Cile.